# Dharma a Greg
Dharma a Greg (v anglickém originále Dharma & Greg) je americký sitcom, který poprvé vysílala ABC v letech 1997 až 2002. Hlavní role – Dharmu a Grega Montgomeryovy, pár, který se vzal po první schůzce, ačkoli jsou oba úplně jiní, ztvárnili Jenna Elfman, jež za roli získala Zlatý glóbus, a Thomas Gibson.

## Děj
Dharma Finkelsteinová a Greg Montgomery se vezmou hned po první schůzce, i když jsou oba povahově úplně jiní a pocházejí z jiných světů. Dharma je svobodomyslná dcera dvou hippies, Abby O'Neilové a Larryho Finkelsteina, a vzhledem k tomu, že byla vyučována doma má omezené znalosti o západní kultuře. Greg je právník a pochází z bohaté rodiny Montgomeryových, studoval prestižní školy. Kvůli odlišnému pohledu na svět se v mnoha věcech neshodnou. Neshody provázejí ale především vztah mezi jejich rodiči.
Gregova matka Kitty chce mít neustále dohled nad životem svého okolí. Neustále kontroluje svého manžela Edwarda, ten je hlavou Montgomery Industries, ale do práce prý chodí jen proto, že z okna vidí lodě. Dharmini rodiče nejsou manželé, i když mají již dospělou dceru, později i malého syna, a po celou dobu spolu žijí. Její matka Abby je zapřisáhlá veganka a neustále povzbuzuje Dharmu a Grega, aby si udělali dítě a říká jim, že mohou mít sex kdekoli a kdykoli. Dharmin otec Larry stále žije v šedesátých letech a neustále má plnou hlavu různých konspiračních teorií.
Další postavou seriálu je Jane Deauxová, Dharmina kamarádka, která považuje všechny muže za něco zlého. Ve druhé řadě si vezme Petea Cavanaugha, Gregova kamaráda. Pete je stejně jako Greg právník, ale na rozdíl od něj špatný. Několikrát se ukáže, že Gregova špatná a drzá sekretářka Marlene má větší právnické znalosti než Pete.

## Obsazení
| Jenna Elfman      | Dharma Freedom Montgomeryová                      |
| Thomas Gibson     | Gregory „Greg“ Clifford Montgomery                |
| Mitch Ryan        | Edward Montgomery, Gregův otec                    |
| Susan Sullivan    | Katherine „Kitty“ Montgomeryová, Gregova matka    |
| Mimi Kennedy      | Abigail „Abby“ Kathleen O'Neilová, Dharmina matka |
| Alan Rachins      | Myron Lawrence „Larry“ Finkelstein, Dharmin otec  |
| Shae D'Lyn        | Jane Deauxová, Dharmina kamarádka                 |
| Joel Murray       | Peter „Pete“ James Cavanaugh, Gregův kamarád      |
| Susan Chuang      | Susan Wongová, Dharmina kamarádka                 |
| Helen Greenberg   | Marcie, Dharmina kamarádka                        |
| Yeardley Smithová | Marlene, Gregova sekretářka                       |